# Perizoma obsoleta
Perizoma obsoleta är en fjärilsart som beskrevs av Alexander Michailovitsch Djakonov 1924. Perizoma obsoleta ingår i släktet Perizoma och familjen mätare. Inga underarter finns listade i Catalogue of Life.